# Kreis Gebweiler
| Basisdaten                 | Basisdaten                  |
| -------------------------- | --------------------------- |
| Bundesstaat                | Reichsland Elsaß-Lothringen |
| Bezirk                     | Oberelsaß                   |
| Verwaltungssitz            | Gebweiler                   |
| Fläche                     | 583 km² (1910)              |
| Einwohner                  | 61.659 (1910)               |
| Bevölkerungsdichte         | 106 Einw./km² (1910)        |
| Gemeinden                  | 47 (1910)                   |
| Lage des Kreises Gebweiler |                             |
|                            |                             |

Der Kreis Gebweiler war von 1871 bis 1920 ein deutscher Landkreis im Bezirk Oberelsaß des Reichslandes Elsaß-Lothringen. Das Gebiet des Kreises gehört heute zum Arrondissement Thann-Guebwiller des französischen Départements Haut-Rhin. 

## Geschichte
Nachdem Elsaß-Lothringen durch den Frankfurter Friedensvertrag an das Deutsche Reich gefallen war, wurde 1871 aus dem bis dahin französischen Arrondissement Guebwiller der Kreis Gebweiler gebildet. 1917 wurde der Kreissitz kriegsbedingt von Gebweiler nach Rufach verlegt. Nach dem Ende des Ersten Weltkrieges wurde der Kreis 1918 von Frankreich besetzt, kam am 17. Oktober 1919 unter französische Verwaltung und gehörte mit dem Inkrafttreten des Versailler Vertrages am 10. Januar 1920 wieder als Arrondissement Guebwiller dem französischen Staat an. 
Im Zweiten Weltkrieg stand Elsaß-Lothringen von 1940 bis 1944 unter deutscher Besatzung. Während dieser Zeit bildete das Gebiet des Arrondissements Gebweiler den Landkreis Gebweiler. Es wurde nicht im völkerrechtlichen Sinne annektiert, sondern war dem Gauleiter für den Gau Baden in Karlsruhe unterstellt. Zwischen November 1944 und Februar 1945 wurde das Kreisgebiet durch alliierte Streitkräfte befreit und wieder an Frankreich zurückgegeben.

## Politik

### Kreisdirektoren
1871–188200Gustav Pfarrius
1882–188700Karl Hack († 1905)
1887–189000Rabe
1890–189700Heitz
1897–190100Eduard Knüppel († 1928)
1901–190600Walther Kleemann († 1929)
1906–191200von Rzewuski
1912–191300von Oesterley
1913–191700Herbert Stadler (1880–1943)
1917–191800Carl Ahrendts (1881–1949)

### Landkommissar
1940–999900Erwin Trippel (1906–1979) (kommissarisch)

### Landräte
1940–194400Erwin Trippel

## Einwohnerentwicklung
| Einwohner       | 1871   | 1890   | 1900   | 1910   |
| --------------- | ------ | ------ | ------ | ------ |
| Kreis Gebweiler | 64.483 | 62.046 | 61.344 | 61.659 |

Gemeinden mit mehr als 3000 Einwohnern (Stand 1910):
| Bühl      | 3.347  |
| Gebweiler | 13.024 |
| Rufach    | 3.785  |
| Sulz      | 4.852  |

## Gemeinden
Im Jahre 1910 umfasste der Kreis Gebweiler 47 Gemeinden:
| - Bergholz - Bergholzzell - Berrweiler - Bilzheim - Blodelsheim - Bollweiler - Bühl - Ensisheim - Feldkirch - Fessenheim - Geberschweier - Gebweiler | - Gundolsheim - Hartmannsweiler - Hattstatt - Hirzfelden - Isenheim - Jungholz - Lautenbach - Lautenbachzell - Linthal - Meienheim - Merxheim - Münchhausen | - Munweiler - Murbach - Niederenzen - Niederhergheim - Oberenzen - Oberhergheim - Orschweier - Osenbach - Pfaffenheim - Pulversheim - Rädersheim - Regisheim | - Rimbach - Rimbachzell - Roggenhausen - Rufach - Rumersheim - Rüstenhart - Sulz - Sulzmatt - Ungersheim - Westhalten - Wünheim |